# Excesso de carga tributária
Em economia, o excesso de carga tributária é uma das perdas econômicas que a sociedade sofre como resultado de impostos ou subsídios. A teoria econômica postula que as distorções alteram a quantidade e o tipo de comportamento econômico em relação ao que ocorreria em um mercado livre sem o imposto. O excesso de ônus pode ser medido usando o custo médio dos fundos ou o custo marginal dos fundos. Os ônus excessivos foram discutidos pela primeira vez por Adam Smith.
Um tipo equivalente de ineficiência também pode ser causado por subsídios (que tecnicamente podem ser vistos como impostos com alíquotas negativas).
As perdas econômicas decorrentes de impostos foram avaliadas como sendo tão baixas quanto 2,5 centavos por dólar de receita e tão altas quanto 30 centavos por dólar de receita (em média), e até muito mais altas nas margens.

## Medidas do ônus excessivo
O custo de uma distorção é geralmente medido como o valor que teria de ser pago às pessoas afetadas por seu fornecimento, quanto maior o ônus excessivo. A segunda é a alíquota do imposto: como regra geral, a carga excessiva de um imposto aumenta com o quadrado da alíquota do imposto.
O custo médio dos recursos é o custo total das distorções dividido pela receita total arrecadada por um governo. Em contrapartida, o custo marginal dos recursos (MCF) é o tamanho da distorção que acompanhou a última unidade de receita arrecadada (ou seja, a taxa de variação da distorção com relação à receita). Na maioria dos casos, o MCF aumenta à medida que o valor do imposto arrecadado aumenta.
Uma posição comum em economia é que os custos em uma análise de custo-benefício para qualquer projeto financiado por impostos devem ser aumentados de acordo com o custo marginal dos fundos, porque isso está próximo da perda de peso morto que será experimentada se o projeto for adicionado ao orçamento, ou da perda de peso morto removida se o projeto for removido do orçamento.

## Distorção e redistribuição
No caso de impostos progressivos, os efeitos de distorção de um imposto podem ser acompanhados por outros benefícios: a redistribuição de dólares de pessoas mais ricas para pessoas mais pobres, que possivelmente obteriam mais benefícios com eles - na verdade, reduzindo as desigualdades econômicas e melhorando o crescimento do PIB.
De fato, quase todas as medidas tributárias distorcem a economia em relação ao caminho ou processo que prevaleceria na sua ausência. Por exemplo, um imposto sobre vendas aplicado a todos os produtos tenderá a desestimular o consumo de todos os itens tributados, e um imposto de renda tenderá a desestimular as pessoas a ganhar dinheiro na categoria de renda que é tributada (a menos que consigam evitar ser tributadas). Algumas pessoas podem sair do mercado de trabalho (para evitar o imposto de renda); outras podem entrar na economia paralela ou de dinheiro vivo (em que a renda não é revelada às autoridades fiscais).
Por exemplo, nas nações ocidentais, a renda dos relativamente ricos é tributada em parte para fornecer o dinheiro usado para ajudar os relativamente pobres. Como resultado dos impostos (e dos subsídios associados aos pobres), os incentivos são alterados para ambos os grupos. Os relativamente ricos são desencorajados a declarar renda e a obter renda marginal (extra), pois sabem que qualquer dinheiro adicional que ganharem e declararem será tributado de acordo com suas alíquotas marginais mais altas.
Há alguns anos, houve um exemplo de distorção da economia pela política tributária no Reino Unido, quando os carros fornecidos pelos empregadores aos seus funcionários foram tributados com taxas vantajosas (por exemplo, incentivando o crescimento das frotas de carros da empresa). Ao longo de vários anos, a distorção cresceu a ponto de a maioria dos carros usados pelas famílias trabalhadoras serem carros da empresa e as estruturas de concessionárias, e até mesmo os tipos de carros usados, foram alterados para se ajustarem ao regime tributário.

## Distorção deliberada
Os impostos pigouvianos criam distorções destinadas a corrigir as externalidades e produzem um custo marginal dos fundos negativa.
Nesse caso, a distorção fiscal é deliberada, de modo a compensar as externalidades. Os "impostos do pecado" são cobrados sobre produtos que incorrem em custos adicionais para a sociedade, como álcool, tabaco e poluição. Idealmente, esses impostos aumentam o preço até o nível exato que o mercado suportaria se as externalidades negativas fossem incluídas no preço. Os impostos pigouvianos geralmente são preferíveis à proibição total, uma vez que a proibição incita o tráfico, geralmente resultando em crime e outros custos sociais, mas sem receita tributária.